# NGC 6206
NGC 6206 é uma galáxia lenticular (S0) localizada na direcção da constelação de Draco. Possui uma declinação de +58° 37' 02" e uma ascensão recta de 16 horas, 40 minutos e 07,9 segundos.
A galáxia NGC 6206 foi descoberta em 23 de Outubro de 1886 por Lewis A. Swift.